# ادوارد گرین اسپن (وکیل)
ادوارد لئونارد گرین اسپن، QC (28 فوریه 1944  –  ۲۴ دسامبر 2014) یکی از مشهورترین وکلای مدافع کانادا و نویسنده پرکار قانونی بود. شهرت وی مدیون بسیاری از مراجعین پر مخاطب و قرار گرفتن در معرض ملی وی در مجموعه‌های رادیویی شرکت پخش کانادا (و بعداً یک سریال تلویزیونی) مقیاس عدالت (۱۹۹۴–۱۹۸۲) بود.

## زندگی و شغل
فارغ‌التحصیل دانشکده دانشگاه، تورنتو (۱۹۶۵) و دانشکده حقوق هال اسگوود(۱۹۶۸)، گرینسپن در سال ۱۹۷۰ به انتاریو فراخوانده شد و شریک ارشد شرکت حقوقی تورنتو از بود. وی نایب رئیس انجمن آزادی‌های مدنی کانادا بود. وی عضو ارشد کالج مسی در دانشگاه تورنتو بود. گرین اسپن در سال ۱۹۸۲ به عنوان مشاور ملکه انتخاب شد. در سال ۱۹۹۱ در بوستون ماساچوست، او به دانشکده وکلا در دادگاه آمریکا پیوست.
کار گرینسپن به عنوان وکیل مدافع جنایی در قالب مدالهای افتخاری و مدال‌ها بسیار شناخته شد. در سال ۱۹۹۹، انجمن حقوقی کانادا یک پزشکی افتخاری از قوانین به وی اعطا کرد. وی در سال ۲۰۰۱ به مدال جی آرتور مارتین اعطا شد. وی در سال ۲۰۰۲ دکترای حقوق مدنی را از دانشگاه ویندزور، دانشگاه فرضیه در ۲۰۰۴ و دانشگاه بروک در سال ۲۰۱۲ دریافت کرد. وی در سال ۲۰۰۹ به مدال جامعه مدافعان اعطا شد و بالاترین افتخاری که به یک وکیل انتاریو، مدال انجمن حقوق اهدا می‌شود.
گرینسپان حریف صریح مجازات اعدام بود. در سال ۱۹۸۶، هنگامی که مجلس عوام کانادا در حال بحث درمورد پیشنهاد مجدد مجازات اعدام در کانادا بود، گرینسپن فعالیت خود را به مدت سه ماه به منظور تور در این کشور و بحث دربارهٔ این موضوع در هر مجمع موجود به حالت تعلیق درآورد. این پیشنهاد در نهایت شکست خورد. در سال ۲۰۰۱، او در دادگاه عالی کانادا استدلال کرد و برنده شد که استرداد افراد از کانادا را برای مجازات مجازات اعدام در سایر کشورها منع کرد.
گرین اسپن با برخی از وکلای برجسته کانادا شریک بود. شرکای سابق گرینسپان عبارتند از: مایکل مولدوور (قاضی دادگاه عالی کانادا)، مارک روزنبرگ (قاضی دادگاه تجدیدنظر در انتاریو)، ماری هنین و تاد بی وایت. گرین اسپان منتقد صریح قانون آئین دادرسی کیفری نخست‌وزیر استفن هارپر بود، از جمله در یک نظر نظر در سال ۲۰۱۲ در مجله  والروس و یک مقاله نظر در سال ۲۰۱۳ در روزنامه‌های گلوب و نامه.
او برادر گرین اسپن، همچنین وکیل کانادایی بود. خواهر روزان گرین اسپن مدیر اجرایی مرکز مطالعات حقوق و جامعه در دانشگاه کالیفرنیا در برکلی است.
وی سوژه یک فیلم مستند با عنوان A Mind Criminal به کارگردانی باری اریش بود.

## مرگ
گرین اسپن در سن ۷۰ سالگی هنگام تعطیلات در ققنوس، آریزونا در دسامبر ۲۰۱۴ در اثر نارسایی قلبی درگذشت. مراسم تشییع جنازه گرین اسپان در کنیسه بث تورا در تورنتو با تدفین در گورستان کوه پلستان برگزار شد. جان توری ، شهردار تورنتو، دربارهٔ گرین اسپن گفت: "زندگی به عنوان وکیل مدافع همیشه آسان نیست. ادوارد گرین اسپن در محافل حقوقی، شهر و کشور ما بزرگتر از چهره زندگی بود. او یک وکیل درخشان بود و فهمید که چقدر مهم است که همه دفاع داشته باشند، و او یک قهرمان خستگی ناپذیر برای حقوق بشر بود. از این گذشته او یک شهروند بزرگ و یک انسان شگفت انگیز بود. از طرف خودم و به نمایندگی از مردم تورنتو، تسلیت صمیمانه خود را به خانواده وی تسلیت عرض می‌کنم. او واقعاً از دست خواهد رفت. "

## موکلان
در میان مشتری‌های معروف گرین اسپن:
- دادگستری لئونارد پیس، قاضی دادگاه تجدیدنظر نوا اسکوشیا، هنگامی که دادگستری در جلسات هیئت قضایی کانادا فراخوانده شد[۱۸]
- رولان جی تورن هیل، معاون سابق نخست‌وزیر نوا اسکوشیا: سه اتهام جعل جعل، برکنار شد، 1991[۱۹]
- جرالد ریگان، نخست‌وزیر سابق نوا اسکوشیا، با ۹ اتهام مربوط به رابطه جنسی تبرئه شد،[۲۰] 1995[۲۱] دادگاه سال 1998[۲۰][۲۲]
- دانیل بیلی، بازیکن فوتبال (تبرئه شده)
- کنراد بلک (محکوم)
- پیتر دمیتر، در دادگاه که نامش گرین اسپن نام خود را به عنوان مشاور جوان (محکوم) گذاشت[۲۳]
- گارت درابینسکی، تورنتو (مشتری محکوم شد)
- مارک استوارت درایر، وکیل برجسته نیویورک که متهم به کلاهبرداری مربوط به بودجه در کانادا است (مشتری به‌طور داوطلبانه به آمریکا رفت و با مشاوران آمریکا در آنجا محاکمه شد)
- جرارد فیلیون، سردبیر گذشته لو Devoir و رئیس هیئت مدیره صنایع دریایی، متهم به جعل پیشنهاد (تبرئه)
- رابرت لاتیمر، کشاورز ساسکاچوان که دختر معلول خود را به قتل رساند (استدلال دادخواست در دیوان عالی کانادا)
- گری پایتون، سام کاسل، با اعضای میلواکی باکس، متهم به حمله به جراحات جسمی (تبرئه)
- ولودومیر «والتر» استادنیک (محکوم).[۲۴]
- استفان ویلیامز، نویسنده کتابی دربارهٔ پل برناردو (تبرئه شده)

## انتشارات
گرین اسپن بیش از ۲۵ کتاب منتشر یا ویرایش کرده‌است، از جمله:
- گرین اسپان، پرونده دفاع. زندگی‌نامه، همکاری با جورج جوناس.
- کتاب حقوق منشور کانادا، کتاب حقوق کانادا، ۱۹۸۲-
- مشاور دفاع: سخنرانی‌های یادبود برنارد کوهن در حقوق جزا قانون ایروین، ۲۰۰۵.
- جلسات در زمینه وکالت، ۱۹۹۸–۲۰۰۲. کتاب حقوق کانادا، ۲۰۰۴.
- قانون جزایی سالانه مارتین. تورنتو: کتاب حقوق کانادا ، [۱۹۵۵] (ویراستار از سال ۱۹۷۸)
- اساسنامه مربوط به مارتین (ویرایشگر از سال ۱۹۸۰)
- دیدگاه‌ها در حقوق کیفری: مقاله‌هایی در افتخار جان ال جی ادواردز، ویرایش شده توسط آنتونی ن. داب و ادوارد ال گرینسپن. کتاب حقوق کانادا، ۱۹۸۵.